# 13334 Tost
13334 Tost este o planetă minoră (asteroid), cu un diametru de 5,314 km, din centura de asteroizi. A fost descoperită pe 17 septembrie 1998 la Stația Anderson Mesa de Lowell Observatory Near-Earth-Object Search și a fost numită după Wilfried Tost⁠(d). 
Obiectul prezintă o orbită caracterizată de o semiaxă mare de 2,9716775 UAi, o excentricitate de 0,11, o înclinație de 10,71119 ° în raport cu ecliptica.